# Нікулін Віталій Євгенович
Віта́лій Євге́нович Ніку́лін (11 лютого 1985 — 10 жовтня 2015) — старший солдат Збройних сил України, учасник російсько-української війни.

## Життєпис
Народився 1985 року в місті Кривий Ріг, де 2002 року закінчив ЗОШ № 116, після чого вступив до Криворізького авіаційного коледжу Національного авіаційного університету. По тому працював помічником машиніста екскаватора, Першотравневий кар'єр Північного гірничозбагачувального комбінату.
Мобілізований 19 вересня 2015 року; старший солдат, старший стрілець 17-ї окремої танкової бригади.
10 жовтня 2015-го загинув поблизу міста Попасна Луганської області під час виконання бойового завдання, тоді розташування українського підрозділу терористи обстріляли з мінометів, також поранень зазнали 5 військовослужбовців.
Без Віталія лишились батько Євген Павлович, мама Тетяна Сергіївна, дружина Олена Олегівна, двоє неповнолітніх синів, брат Валерій.

## Нагороди та вшанування
- медаль «Захиснику Вітчизни»
- відзнака міста Кривий Ріг «За Заслуги перед містом» 3 ступеня (посмертно).
- у криворізькій ЗОШ № 116 відкрито меморіальну дошку випускнику Віталію Нікуліну.